# Meteoritnedslaget i Ryssland 2013

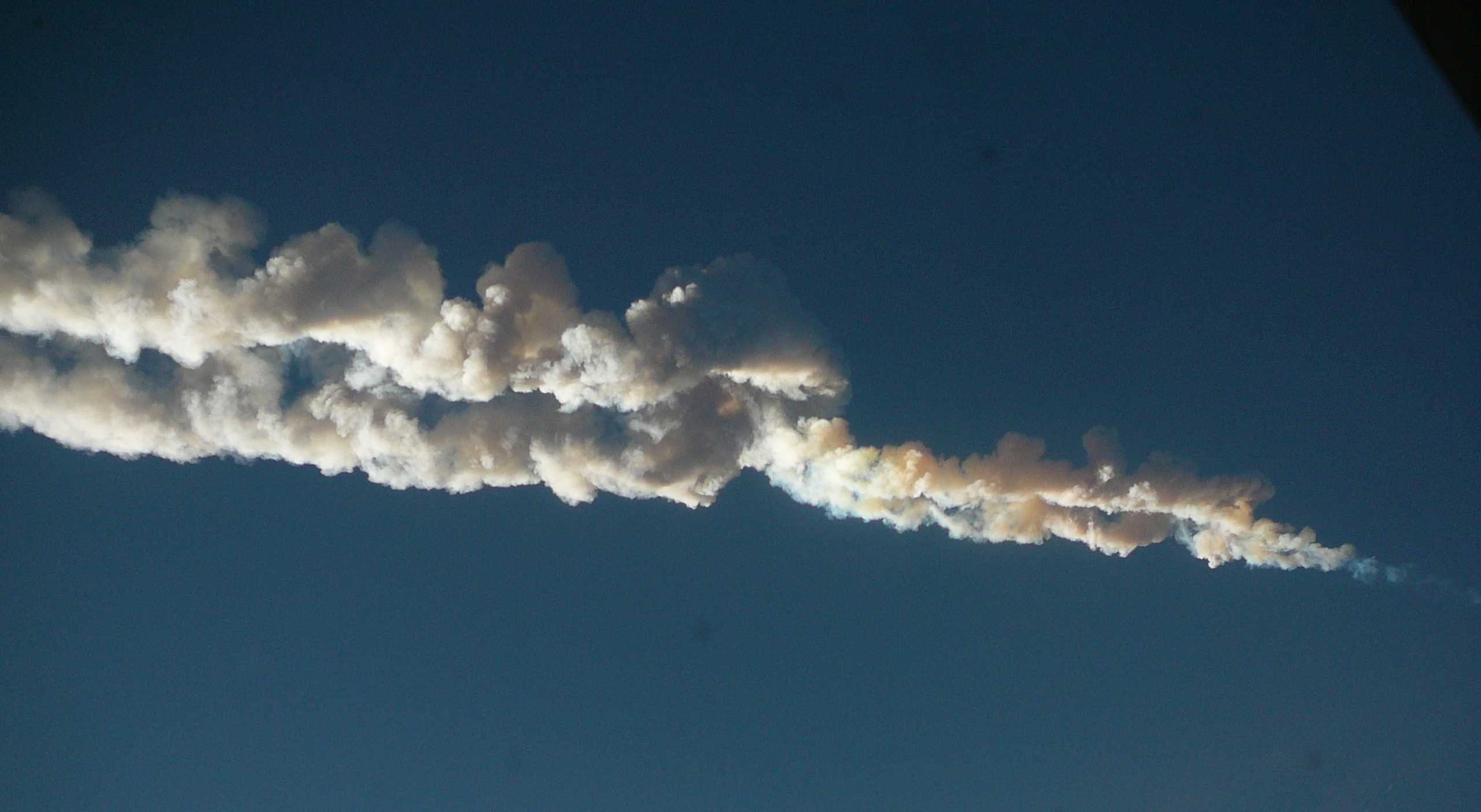
Spår av meteoren över Tjeljabinsk

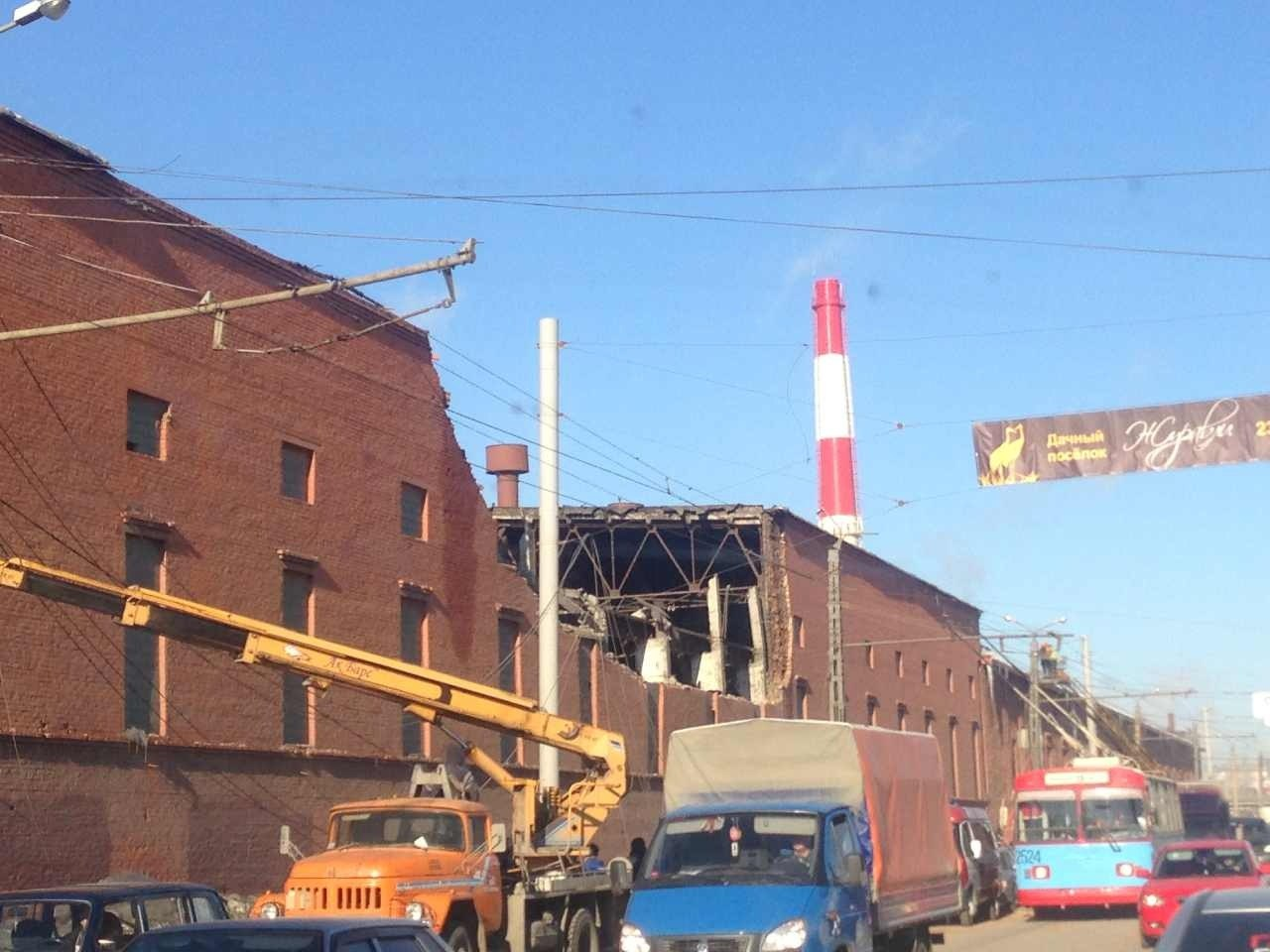
Takkollaps (orsakat av chockvågen) på zinkfabriken i Tjeljabinsk

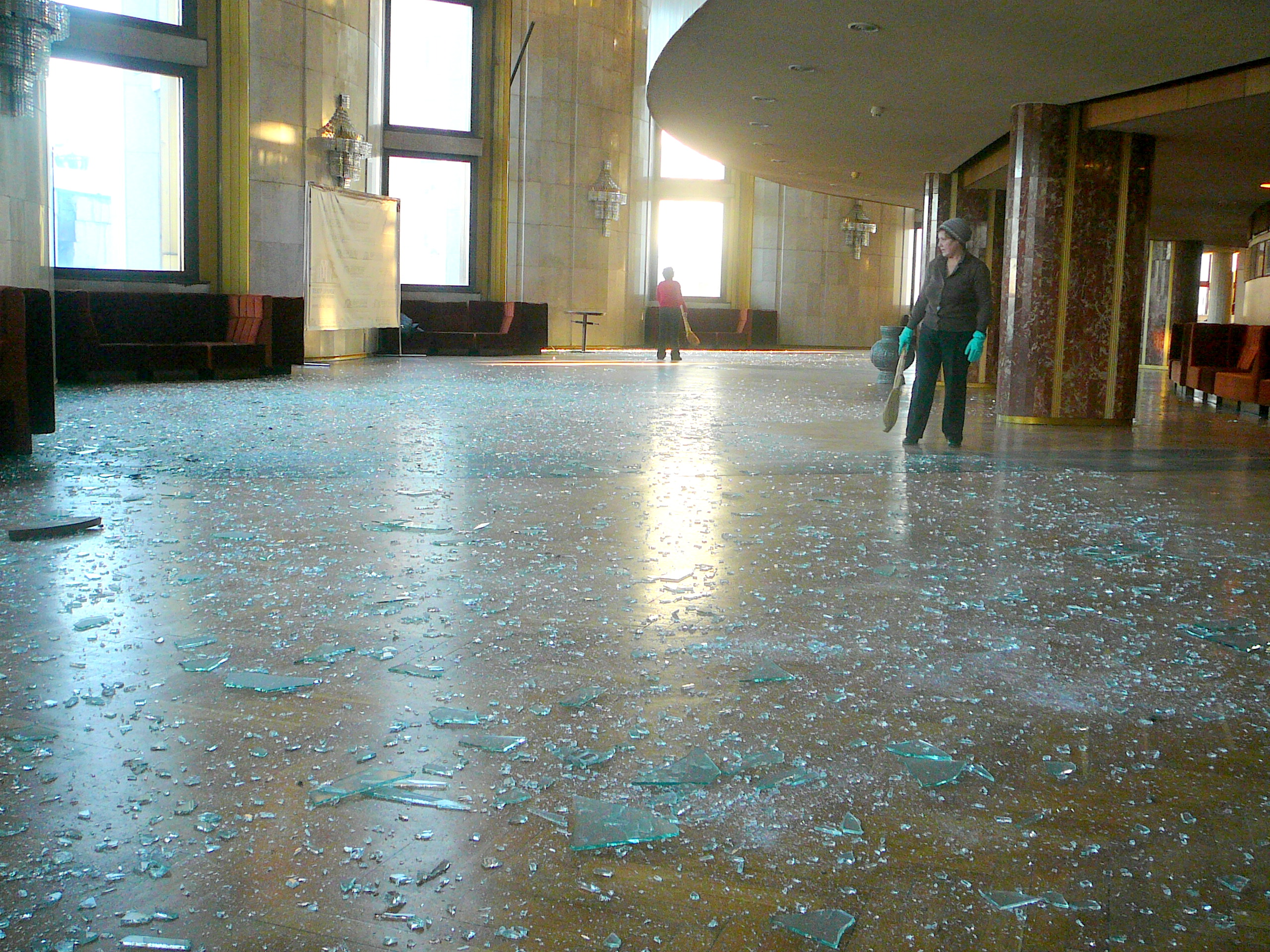
Tryckvågen orsakade att ett stort antal fönster splittrades, inklusive de i Tjeljabinsks dramatiska teater.

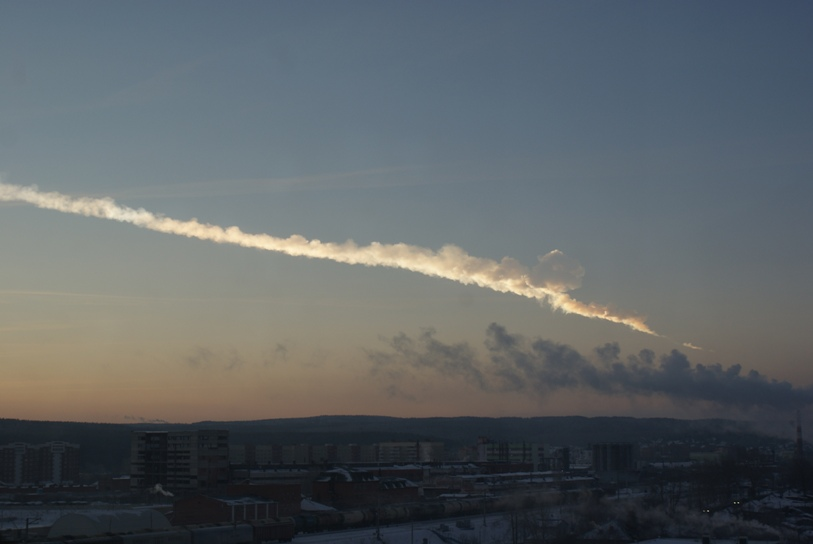
Vy från Jekaterinburg, 200 km från explosionens hypocentrum.

Meteoritnedslaget i Ryssland 2013 inträffade på morgonen 15 februari 2013, när en meteoroid inträdde i jordens atmosfär över Ryssland ungefär vid 09:20 Jekaterinburgtid (03:20 UTC), och blev till ett eldklot.
Hastigheten in i atmosfären var cirka 18 km/s, eller 65 000 km/tim (ungefär 44 gånger snabbare än ljudhastigheten). Meteoriten passerade över södra Uralregionen och exploderade över staden Tjeljabinsk. År 1949 hade meteorskuren Kunashak inträffat i samma område. Efter detta samlades 20 stenar in som tillsammans vägde 200 kg. 
Den ryska vetenskapsakademin uppskattar att meteoriten hade en massa på ungefär 10 000 ton innan den inträdde i jordens atmosfär, och började brytas upp på en höjd av 30 - 50 km. Den amerikanska rymdorganisationen, NASA, uppskattar att den hade en diameter på cirka 17 meter som släppte loss en energi på cirka 500 kiloton TNT (30 gånger atombomben över Hiroshima) (2,1 PJ) Objektets luftexplosion inträffade på en höjd mellan 30 och 50 km ovanför marken. Innan dess inträde i atmosfären hade meteoroiden inte upptäckts.

### Fotnoter
1. 1 2  ”NASA - Russia Meteor Not Linked to Asteroid Flyby”. nasa.gov. 16 februari 2013. Arkiverad från originalet den 17 februari 2013. https://web.archive.org/web/20130217031933/http://www.nasa.gov/mission_pages/asteroids/news/asteroid20130215.html. Läst 21 februari 2013.
2. 1 2  Meteorite hits Russian Urals: Fireball explosion wreaks havoc, up to 1,200 injured (PHOTOS, VIDEO). RT. 15 February 2013.
3. 1 2 3  ”Russian Meteor”. NASA. Arkiverad från originalet den 18 februari 2013. https://web.archive.org/web/20130218034325/http://www.nasa.gov/topics/solarsystem/features/russianmeteor.html. Läst 15 februari 2013.
4. ↑  ”Meteor in central Russia injures at least 500”. USA Today. http://www.usatoday.com/story/news/world/2013/02/15/russia-meteorite/1921991/. Läst 15 februari 2013.
5. ↑  ”100 injured by meteorite falls in Russian Urals”. Mercury News. 15 februari 2013. http://www.mercurynews.com/breaking-news/ci_22596238/100-injured-by-meteorite-falls-russian-urals. Läst 15 februari 2013.
6. ↑  Major, Jason. ”Meteor Blast Rocks Russia”. Universe today. http://www.universetoday.com/99982/meteor-blasts-rock-russia/. Läst 15 februari 2013.
7. ↑  ”500 injured by blasts as meteor falls in Russia”. Yahoo News. Arkiverad från originalet den 18 februari 2013. https://web.archive.org/web/20130218023116/http://news.yahoo.com/500-injured-blasts-meteor-falls-russia-105758757.html. Läst 15 februari 2013.
8. ↑  Grady, Monica M (31 August 2000). Catalogue of Meteorites. London: Natural History Museum, Cambridge University Press. sid. 285–. ISBN 978-0-521-66303-8. http://books.google.com/books?id=mkdHJR35Q_8C&pg=PA285. Läst 15 februari 2013
9. ↑  Russian meteorite crash: LIVE UPDATES. RT. 15 February 2013.
10. ↑  Russian meteorite blast explained: Fireball explosion equal to 20 Hiroshimas. RT. 15 February 2013.
11. ↑  ”Meteor falls in Russia, 700 injured by blasts”. Associated Press. Arkiverad från originalet den 18 februari 2013. https://web.archive.org/web/20130218034039/http://bigstory.ap.org/article/meteorite-falls-russian-urals. Läst 15 februari 2013.
12. ↑  ”Neil deGrasse Tyson: Radar could not detect meteorite”. Today. Arkiverad från originalet den 9 maj 2013. https://web.archive.org/web/20130509133134/http://www.today.com/video/today/50820935. Läst 15 februari 2013.